# ザ・ホエール
『ザ・ホエール』（原題：The Whale）は、2022年のアメリカ合衆国のドラマ映画。
劇作家サミュエル・D・ハンターが2012年に発表した同名舞台劇を映画化。ダーレン・アロノフスキー監督、ブレンダン・フレイザー主演。フレイザーが本作で見せた演技は高い評価を受け、第95回アカデミー主演男優賞・第28回クリティクス・チョイス・アワード主演男優賞・第29回全米映画俳優組合賞主演男優賞を受賞し、本作はアカデミーメイクアップ&ヘアスタイリング賞も受賞した。また、ホン・チャウもアカデミー助演女優賞にノミネートされた。

## あらすじ
病的肥満の英語教師チャーリーはオンラインで講義を行っているが、その外見を隠すためにウェブカメラは常にオフの状態である。彼の唯一の友人は看護師のリズで、病院に行った方がいいというリズの言葉に対して、チャーリーは治療費がないからと断り続けている。また、彼の元には新興宗教ニューライフの宣教師トーマスが訪れるようになるが、リズはニューライフの存在を嫌っている。
自分のうっ血性心不全の症状がステージ3にまで達しており、余命が幾ばくも無い事を知ったチャーリーは8年ぶりに娘のエリーと再会するが、かつてチャーリーは新しい恋人アランの為に娘と妻を捨てた過去があり、エリーはチャーリーを恨んでいた。預金の12万ドルを全て与えるという条件で何とかエリーを引き留めたチャーリーは、彼女の学校のエッセイの手直しを手伝うことにするが、自分に対してもエッセイを書いて欲しいと要求する。
度々訪れるトーマスに対してリズは不快感を露にする。リズの兄はアランであり、チャーリーと恋仲になった事で父や教会から受けた仕打ちに耐え切れずに自殺してしまったのだという。チャーリーが病的肥満になったのも、アランを亡くした悲しみから逃れるための暴飲暴食が原因だった。
エリーはチャーリーに睡眠薬入りのサンドイッチを手渡して眠らせ、その間にやってきたトーマスに大麻を吸わせながら問い詰める。彼は教会の青年団からお金を盗み逃げ出した事を告白するのだった。エリーは彼の告白を密かに録音していた。
エリーの母メアリーがリズに連れられてやってくる。チャーリーとメアリーが会話する中で、チャーリーが十分な預金をため込んでいる事が判明し、治療費がないと嘘をつかれていたことを知ったリズは部屋を出て行ってしまう。二人はかつての結婚生活や、娘のエリーについての議論を繰り広げる。チャーリーは「自分の人生で一つでも正しいことをしたと信じたい」と話した。
ピザの配達人ダンに初めて自分の姿を目撃されたチャーリーはショックから過食を始め、オンライン講義の生徒に下品な言葉使いで「正直な文章」を書けとメールする。
トーマスがチャーリーに最後の訪問をする。彼は喜んだ様子で、エリーが自分の告白の録音を家族に送り付けた事で、両親が彼を許してくれたのだと話した。彼は地元に帰ることを決めるが、最後に彼が行った説教の同性愛に対する解釈でチャーリーは傷つき、彼に聖書を手渡して、家族の元に帰るよう言うのだった。
メールが原因で仕事を辞めることになったチャーリーは最後の授業でウェブカメラをオンにする。衝撃を受ける生徒をよそに「大事なのは、生徒が書いた正直な言葉だけだ」と告げてパソコンを投げ飛ばし、授業を終了させる。
チャーリーの体調が悪化し始め、リズが戻って診察を行っているところへ、怒った様子のエリーが戻ってくる。彼女はチャーリーの手直ししたエッセイが8年生の頃に書いたエッセイとすり替えられていた事でチャーリーと対立する。チャーリーはそのエッセイが今まで読んだ中で一番正直な文だと評し、最初は彼を非難していたエリーも、チャーリーの強い希望に応えて、エッセイを音読し始める。チャーリーは歩行器なしで立ち上がり、エリーの元に歩み寄る。エリーがエッセイを読み終え、お互いが目を合わせて微笑み合った時、チャーリーは白い光の中に包まれていった。

## キャスト
- チャーリー：ブレンダン・フレイザー - 引き篭もりで余命僅かの肥満症で英語の教師。
- エリー：セイディー・シンク - チャーリーの疎遠な娘。
  - 子供の頃のエリー：ジェシー・シンク
- リズ：ホン・チャウ - チャーリーの唯一の友人であり看護師。
- メアリー：サマンサ・モートン - チャーリーの元妻であり、エリーの母。
- トーマス：タイ・シンプキンス - キリスト教の宣教師。
- ダン：サティア・スリードハラン - ピザの配達人。

## 製作

### キャスティング
チャーリー役を演じるのに適した俳優を見つけられず、本作の主役のキャスティングには10年以上の月日を要した。フレイザーのキャスティングについては、アロノフスキー監督が「復讐街」の予告編を見たことが決め手になったという。
当初はジェームズ・コーデン主演、トム・フォード監督での制作も予定されていたが、クリエイティブ上での意見の相違からフォードが降板。ジョージ・クルーニーも監督を検討したが、最終的に辞退した。

### 脚本
本作にはアメリカ合衆国大統領予備選挙の速報がテレビから流れるシーンがあり、時代設定が2016年であることが分かる。舞台劇の時代設定は2009年だったが、ハンターが出来事を大きな「地震的変化」の前にあるものとして見せたかった為、またコロナウイルスの流行以前の話であることを明確にする為、2016年に変更となった。また、トーマスの設定も原作ではモルモン教の宣教師である。

### 撮影
撮影期間はおよそ40日。特殊メイクはエイドリアン・モロにより100%デジタル技術で製作されたもので、本作で演じる役柄の為にフレイザーは4時間以上かけて特殊メイクを施してから撮影に臨んだ。ファットスーツは5人がかりで着脱せねばならないほど重たいもので、スーツを取り外す工程でも3時間が必要だった。

## 評価
Rotten Tomatoesでは334件の批評家のレビューに基づき支持率64%、平均評価6.6/10点を獲得した。批評家の一致した見解は「ブレンダン・フレイザーの演技に支えられた『ザ・ホエール』は、多くの観客が思わず涙を流すような共感の歌を歌い上げる。」となっている。